# ویکی گالیندو
ویکی گالیندو (انگلیسی: Vicky Galindo؛ زادهٔ ۲۲ دسامبر ۱۹۸۳) بازیکن سافت‌بال اهل ایالات متحده آمریکا است.